# Lutte antisectes en France
Dans le contexte de la polémique et de la lutte contre les sectes, qui a pris une ampleur internationale depuis le début des années 1980, la France s'est engagée dans une lutte dont l'objectif fut d'abord de « lutter contre les sectes » puis « de réprimer les dérives sectaires ». La France est un pays laïque dont l'État doit respecter tous les cultes et n'en reconnaître aucun ; les mouvements spirituels sont donc a priori considérés comme licites et seuls leurs délits sont répréhensibles.
Dans ce cadre, plusieurs commissions d'enquêtes ont été initiées à l'Assemblée nationale afin d'enquêter de manière plus approfondie sur le phénomène sectaire. Le gouvernement s'est également doté d'un nouvel organisme interministériel appelé « Mils » quand il était question de « lutte contre les sectes » puis « Miviludes » pour « réprimer les dérives sectaires ».
La commission parlementaire no 2468, présidé par Alain Gest a publié en 1995 une liste de 173 mouvements jugés sectaires et proposé des modifications de législation qui ont mené au vote de la loi About-Picard en 2001. La liste de sectes, très controversée, a été officiellement abandonnée par la circulaire du 27 mai 2005 relative à la lutte contre les dérives sectaires.
La France est l'un des pays les plus engagés dans cette lutte en Europe et à l'origine de positions controversées qui lui valent quelques critiques, y compris de l’Assemblée parlementaire du Conseil de l'Europe.

## Contexte
En France, les relations entre l'État, la société civile et les cultes reposent historiquement sur le principe de laïcité établi lors de la Révolution française de 1789.
La loi du 9 décembre 1905 de séparation des Églises et de l'État est ensuite devenue un pilier de ces institutions laïques. Elle pose le principe de la garantie par l'état de la liberté de religion et de culte des personnes et des communautés ; les institutions religieuses devant en contrepartie se cantonner à la sphère privée.
À partir des années 1970, ce modus vivendi avec les Églises des religions établies a été remis en cause d'une part par l'affaissement de celles-ci, d'autre part par l'émergence de nouvelles formes de religiosité.
En 1971, le premier groupe antisectes est américain, il s'appelle FREECOG (Free the Children of God : Libérez les Enfants de Dieu). Le 18 décembre 1974, les statuts de l'Association pour la défense des valeurs familiales et de l'individu (qui deviendra ADFI) sont déposés par Claire et Guy Champollion. ». En janvier 1975, Ouest France est le premier organe de presse du monde à utiliser l'expression « la secte Moon ».

## Les associations: un rôle particulier
Dans ce contexte, la lutte antisectes a d'abord été le fait d'associations antisectes qui se sont constituées dans les années 1970, en général à l'initiative de parents dont les enfants étaient adeptes de nouveaux mouvements religieux.
Ces associations diffusent une information à l'intention du grand public sur les méthodes de recrutement de certains groupements et appellent au renforcement ou à la création de dispositifs législatifs spécifiques (introduction de la notion de « sujétion psychologique » dans le droit positif) et interviennent, le cas échéant, en Justice (constitution de partie-civiles : Article 2-17 du code de procédure pénale).
Selon ces associations, la protection des individus prévaut par rapport à la liberté de culte telle qu'elle est entendue par la jurisprudence américaine, conformément à la Convention Européenne des Droits de l’Homme, qui stipule que la liberté de culte consacrée par l'article 9 n'est pas totale en Europe, les articles 8 et 9 précisent in fine que les « droits et libertés d'autrui » doivent être protégés (interdiction de l'abus de droit : Article 17). Leur point de vue est qu'« une secte est un groupe totalitaire qui se sépare de la société et s'y oppose ». Elles redoutent que la nécessité ou l'obligation d'adhérer sans réserve à certains rites, certaines doctrines ou certains modes de vie ne conduise à une manipulation mentale, à but lucratif, avec des effets négatifs sur la santé psychique, voire physique des adeptes.
Certains groupements religieux ou para-religieux se sont dotés de puissants moyens financiers. Selon les associations de lutte contre les sectes, ces fonds pourraient être en partie obtenus en faisant pression sur les adeptes. Certains groupements tenteraient d'infiltrer les centres du pouvoir économique, politique et judiciaire.
La sociologue Florence Lacroix va plus loin en estimant que, de nos jours, la sécurité mondiale est affectée comme au temps des guerres de religion, et que le combat entre sectes et religions comprenant des groupes sectaires, a atteint un niveau planétaire.
Enfin, les associations anti-sectes font valoir que certains scientifiques et sociologues ont tendance à minimiser la dangerosité de sectes au moyen d'études complaisantes. Aussi dénoncent-elles leur manque d'objectivité et présentent ces sociologues comme autant d'apologistes de la cause sectaire.
À l'opposé, des associations de défense de ces mouvements religieux contestés (comme le CAP-Liberté de Conscience ou le Centre d'information et de conseil des nouvelles spiritualités) dénoncent des dérapages qui auraient fait de certains groupes des victimes de persécutions injustifiées. Ils estiment que des campagnes diffamatoires sont souvent entreprises. Une de leurs cibles est l'UNADFI qui relaierait, d'après eux, des jugements erronés gravissimes sur les sectes, certains des témoignages sur lesquelles elle s'appuie étant jugés truqués.

## Dispositifs
Depuis le début des années 1980, plusieurs commissions d'enquêtes ont été initiées à l'Assemblée nationale afin d'enquêter de manière plus approfondie sur le phénomène sectaire.
Quatre rapports ont ainsi été publiés : les deux premiers (datant respectivement de 1983 et de décembre 1995) dressent un tableau général de la situation des sectes en France ; le troisième (de juin 1999) détaille la situation fiscale, patrimoniale et économique des sectes ; enfin, le quatrième (en 2006) aborde la question des mineurs sous influence sectaire.
D'après les informations fournies par les Renseignements Généraux (RG), la commission a établi dans son rapport de 1995 une liste de 173 mouvements jugés sectaires, auxquels se sont ajoutés par la suite d'autres groupes dans le rapport de 1999 (AMORC, Anthroposophie, Fédération d'agrément des réseaux). N'ont été retenus que les mouvements remplissant au moins un des dix critères de comportement sectaire définis par la commission.
Le nombre d'adeptes est évalué dans le rapport de 1995 à environ 160 000, tandis que le chiffre atteindrait 500 000 avec les sympathisants et les proches des adeptes.
Les deux rapports parlementaires ont suscité depuis leur publication d'importantes controverses.
Le choix d'établir une liste de sectes dans le rapport de 1995 n'a pas été sans susciter de nombreuses critiques. Ainsi, Mgr Vernette, secrétaire national de l'épiscopat français pour l'étude des sectes et nouveaux mouvements religieux, déclarait-il au sujet de la liste établie par ce Rapport de la Commission parlementaire française qu'elle « comportait de semblables qualifications abusives pour certains groupes épinglés faussement comme sectes avec toutes les conséquences désastreuses pour leurs membres et leurs activités, la liste étant largement publiée dans les médias. Or aucun n'avait été entendu. Aucun n'a pu obtenir réhabilitation ou nouveau jugement, car aucune instance ne se reconnaît qualifiée pour reprendre le dossier. La chose est grave dans un état de droit et l'on s'inquiète qu'elle risque de se renouveler par un autre biais ». Jean Vernette s'inquiétait que certaines organisations par ailleurs reconnues par l'Église puissent être classées comme sectes par les parlementaires.
La Mission interministérielle de lutte contre les sectes (MILS) publie son premier rapport Le 7 février 2000 et conclut qu'il faut « renforcer la prévention et la répression des mouvements sectaires portant atteinte aux droits de l'homme et aux libertés fondamentales ».
À la suite de ce rapport établissant une liste de sectes, la loi About-Picard qui concerne les mouvements sectaires est adoptée en 2001.
En France, Jean Vernette prétend que le délit de manipulation mentale prévu par la loi About-Picard pouvait également viser « la vie en noviciat, la clôture définitive, les pratiques d'ascèse […] les vœux d'obéissance et de pauvreté, la direction spirituelle […] ».
Dès lors, selon lui, la dénomination de secte peut être arbitraire et source de contentieux.
On en vient aussi à parler de secte pour des groupes qui ne se réclament pas d'une religion (ex.: l'Instinctothérapie, Landmark...), ce qui amène Janine Tavernier, ex-présidente de l'UNADFI à déclarer : « De plus en plus, les gens voient des sectes partout. Si on fait du yoga, si on se soigne à l’homéopathie ou à l’acupuncture, on fait partie d’une secte. Je trouve cela extrêmement grave parce qu’on doit avoir une grande ouverture et accepter les médecines parallèles sans juger ni cataloguer. »
En 2002, la MILS est remplacée par la MIVILUDES.
En 2005, le Gouvernement français abandonne la liste issue des rapports parlementaires pour se concentrer sur les agissements de certains groupes. En outre, le seul fait de qualifier ces groupes de « secte » semble ne plus être suffisant et l'abandon du qualificatif paraît être envisagé :
« L'action menée par le Gouvernement est dictée par le souci de concilier la lutte contre les agissements de certains groupes, qui exploitent la sujétion, physique ou psychologique, dans laquelle se trouvent placés leurs membres, avec le respect des libertés publiques et du principe de laïcité. L'expérience a montré qu'une démarche consistant, pour les pouvoirs publics, à qualifier de « secte » tel ou tel groupement et à fonder leur action sur cette seule qualification ne permettrait pas d'assurer efficacement cette conciliation et de fonder solidement en droit les initiatives prises. »
L'extrait précédent est tiré d'une circulaire gouvernementale du 27 mai 2005 qui met donc officiellement fin à l'usage de la liste des sectes, laquelle est considérée comme de moins en moins pertinente au regard de l'évolution du phénomène sectaire. Néanmoins, l'abandon de cette liste, voire du qualificatif de « secte », ne réduit pas pour autant l'action de l'État envers les dérives sectaires : la surveillance des groupes potentiellement à risque est maintenue, voire renforcée.
Cependant, le Conseil d'État a reconnu en juin 2005 lors d'un procès intenté par la Scientologie – procès perdu définitivement par celle-ci -, que cette même « liste des sectes » avait une valeur informative. Concernant le qualificatif de « secte », il ajoutait : « En outre, eu égard aux risques que peuvent présenter les pratiques de certains organismes communément appelés « sectes », alors même que ces mouvements prétendent également poursuivre un but religieux, les circulaires ne méconnaissent pas le principe de la liberté religieuse […] », prenant ainsi acte de l'appellation « sectes » pour la qualification de groupes ayant des pratiques jugées problématiques en regard de l'ordre social.
Depuis 2005, l'action gouvernementale s'est recentrée sur la notion de « dérive sectaire » qui permet de prendre en compte des aspects beaucoup plus large du phénomène. Fondée sur les mêmes critères de dangerosité émis par les rapports parlementaires, l'action gouvernementale peut désormais exercer une surveillance et une prévention sur des domaines qui portent en germe des dérives sectaires et non plus seulement sur tel ou tel groupement. Ainsi, le coaching ou le développement personnel sont des domaines qui comptent de très nombreuses formes de dérive sectaire mais qui ne sont pas forcément tous contrôlés par des organismes identifiés comme sectes ; selon Georges Fenech, président de la Miviludes, entre 1 200 et 1 500 organismes de formation professionnelle tournés vers le développement personnel, sur un total de 50 000, étaient suspectés en 2012 de dérives sectaires. La nouvelle notion permet de prendre en compte ces aspects ainsi que l'évolution du phénomène sectaire dans son ensemble.
De la même manière, certaines dérives sectaires sont identifiées à travers des réseaux de personnes, conférenciers, séminaires, stages, mouvances, sites internet, etc., autant d'individus ou d'activités qui ne sont pas des organismes structurés et identifiables. C'est le cas pour la mouvance New Age que la nouvelle notion de dérive sectaire permet de mieux appréhender.

## Les actions judiciaires
En 1997, le 4 avril, au sein de la communauté Tabitha's place (à Sus, dans les Pyrénées-Atlantiques), les parents d'un bébé de 19 mois atteint de rachitisme et mort par faute de soins adéquats sont condamnés à une peine de prison alourdie en appel ; le 4 juin, Robert Spatz, fondateur d'Ogyen Kunzang Chöling, est incarcéré, avec 5 proches, pour séquestration, escroquerie et non-assistance à personne en danger ; le 20 juin, Maïté Castano, fondatrice du groupe Horus (situé à La Coucourde dans la Drôme), est mise en examen pour non-assistance à personnes en danger, à la suite de deux décès au sein de sa communauté ;
Le 6 septembre 2001, la statue géante du chef spirituel de l'Association du Vajra triomphant (Mandarom), Gilbert Bourdin, est abattue sur ordre de la justice à la suite d'un procès relatif au permis de construire.
La Justice française s'est aussi attaquée à l'Église de Scientologie qui a perdu un procès à la suite de l'utilisation abusive de noms d'ex-membres dans un fichier informatique. L'Église de Scientologie a également été mise en examen en tant que personne morale pour « escroquerie en bande organisée ».
Une procédure a été ouverte en 1983 en France contre l'Église de Scientologie, et une autre en 1989 pour « escroquerie » et « exercice illégal de la médecine ». À la suite d'une nouvelle enquête commencée en 1998, deux structures proches de la Scientologie, l'Association spirituelle de l'église de scientologie et la librairie Scientologie espace liberté ont été renvoyées en correctionnelle le 8 septembre 2008 par un juge parisien pour « escroquerie en bande organisée »,. Le Parquet avait requis un non-lieu, estimant que « l’information n’a pas permis d’établir que les remises de fonds effectués par les plaignants aient procédé de démarches frauduleuses » et « qu'il ne peut être considéré que l’incitation à faire du sauna, prendre des vitamines et courir pour se “purifier” constitue un délit d’exercice illégal de la médecine ». L'ordonnance de renvoi de l'Église de scientologie en tant que personne morale devant le tribunal comporte les accusations suivantes : « multiples manipulations bancaires », « surfacturations de produits vendus par les scientologues », « dissimulation de ses gains », et retient la circonstance de bande organisée concernant les dirigeants français de la scientologie. L'ordonnance cite également des documents internes de la scientologie qui, selon elle, « ne laissent aucun doute sur la finalité commerciale de l'action scientologue, dénotant une véritable obsession pour le rendement financier ». Le procès pour « escroquerie en bande organisée » se tient à Paris en mai 2009.
En 2004, la première application de la loi About-Picard a permis la condamnation de Arnaud Mussy, leader du groupe Néophare, pour sujétion psychologique, après le suicide d'un de ses adeptes. La Cour de Cassation a confirmé l'arrêt de la Cour d'appel de Versailles en ordonnant la taxation à hauteur de 60 % sur les offrandes faites à l'Association les Témoins de Jéhovah, association à but non lucratif (loi du 1er juillet 1901). Dans son arrêt de chambre du 30/06/2011 dans l’affaire Association Les Témoins de Jéhovah c. France la Cour européenne des droits de l’homme dit, à l’unanimité, qu’il y a eu violation de l’article 9 (droit à la liberté de religion) de la Convention européenne des droits de l’homme ;la France, condamnée dans cette affaire, doit restituer les sommes prises sur les comptes des Témoins de Jéhovah .
Parmi les motifs courants de procès et de condamnations de mouvements religieux de type sectaire : les infractions au code du travail, l'escroquerie, la non-assistance à personne en danger, l'exercice illégal de la médecine et la maltraitance des enfants. La loi française ne connaît pas le délit de « manipulation mentale » (proposé en 2000 par la Commission nationale consultative des droits de l'homme mais non retenue) et ne se penche pas sur la perte de vie sociale forcée de personnes majeures et apparemment consentantes.

## Réactions internationales à la politique française
La France est, depuis la publication du rapport parlementaire de 1995, le pays européen le plus engagé dans la lutte antisectes.
Le Parlement européen est plus réservé et estime dans un rapport en 1997 que l'arsenal juridique des différents États est suffisant et que rien ne nécessite une politique européenne commune sur la question.
Dans un rapport sur la liberté religieuse en France, les États-Unis critiquent la liste des sectes du rapport parlementaire en raison de l'absence de procédure contradictoire, et en 2002 s'inquiètent de ce que cette politique pourrait être un modèle pour d'autres pays.
Le gouvernement iranien s'est également servi des actions de la MILS et de la loi About-Picard comme une excuse pour justifier la persécution religieuse envers le mouvement baha'i dans son pays.

### Livres adoptant une position neutre
- Champion, Françoise, Cohen, Martine (sous la direction de), Sectes et démocratie, Éditions Seuil, 1999
- Chantin, Jean-Pierre, Des sectes dans la France contemporaine. 1905-2000. Contestations ou innovations religieuses ?, Éditeur Privat, 2004.
- Esquerre, Arnaud, Lutter contre les sectes : l’invention d’un psycho-pouvoir, revue Le Banquet, no 24, février 2007, p. 199-212.
- Hervieu-Léger, Danielle, La religion en miettes ou la question des sectes, Paris, Calmann-Lévy, 2001
- Hourès, Daniel, Les Sectes, Éditions Service International de Presse, 2001.
- Luca, Nathalie, Lenoir, Frédéric, Sectes, mensonges et idéaux, Éditions Bayard, 1998.
- Saroglou, Vassilis, L.-L. Christians, C. Buxant, S. Casalfiore, Mouvements religieux contestés. Psychologie, droit et politiques de précaution, Bruxelles, Gand, Politique scientifique fédérale, Academia Press, 2005, 216 pp.
- Willaime, Jean-Paul, Les « sectes » et le droit en France, Paris, PUF, 1999.

### Livres défenseurs des «nouvelles spiritualités»
- Erick Dietrich et Stéphanie Griguer, Il est interdit d’interdire, censure et répression, Éditeur Jacques-Marie Laffon, 2005.
- Alain Garay, L'Activisme anti-sectes de l'assistance à l'amalgame, Éditions Edwin Mellen Press, 1999.
- Joël Labruyère, L'État inquisiteur, Éditions des trois monts, 1999.
- Joël Labruyère, La Sectophobie, Éditions des 3 Monts, 2001
- Bernard Lempert, Le Retour de l'intolérance, sectarisme et chasse aux sorcières, Éditions Bayard, 2002.
- Anne Morelli, Lettre ouverte à la secte des adversaires des sectes, Labor, Bruxelles, 1997, EPO, Berchem-Anvers, 1997.
- Christian Cotten, Mafia ou démocratie, Éditrice Louise Courteau, 2003.
- Massimo Introvigne (dir.), Pour en finir avec les sectes, CESNUR diGiovanni, 1996.
- Serge Toussaint, Secte sur ordonnance - Les Rose-Croix témoignent, Éditions Diffusion rosicrucienne, 2006
- Laurent Hincker, Sectes, rumeurs et tribunaux, la République menacée par la chasse aux sorcières ?, Éditions La nuée bleue, 2003
- Dick Anthony et Massimo Introvigne, Le Lavage de cerveau : mythe ou réalité?, Éditions de l'Harmattan, 2006
- Christian Paturel, La Pensée unique face aux spiritualités - le choc des mondes, Éditions L'Harmattan, Paris, 2007.

### Livres axés sur une problématique « Dangers et Sectes »
- M. Colinon, Faux prophètes et sectes d'aujourd'hui, Plon, 1953, coll. Présences.
- Les sectes : état d'urgence, CCMM, Albin Michel, 1995.  (ISBN 2-226-07711-1)
- Roger Gonnet, La secte : secte armée pour la guerre : chronique d'une « religion » commerciale à irresponsabilité illimitée, Alban Éditions, 19 novembre 1998 (ISBN 9782911751042), p. 275.
- Rapport d'A. Gest au nom de la commission parlementaire d'enquête sur les sectes, La documentation française, 1996.
- Baffoy Thierry, Antoine Delestre et Jean-Paul Sauzet, Les Naufragés de l'Esprit - Des sectes dans l'Église catholique, Seuil, Paris, 1996
- A. Drogou, Le dico des sectes, CCMM, Milan, 1998, coll. Les essentiels.
- Jean-Marie Abgrall, Les charlatans de la santé. Payot 10/1998
- Jean-Marie Abgrall, Les sectes de l'Apocalypse, gourous de l'an 2000. Calmann-Levy 1999
- Jean-Marie Abgrall, La mécanique des sectes-Manipulations mentales et pratiques coercitives, Payot & Rivages, 1996.  (ISBN 2-228-89505-9)
- Dominique Biton, Sectes, gourous, etc.-Éviter aux ados de se laisser piéger. Albin Michel, 2003.
- Paul Ranc, Une secte dangereuse : La Scientologie. Édition Contrastes, 1993.
- Richard Bessière, Sectes et sociétés secrètes, reconnaître, se défendre et combattre. Édition Chiron, 2001.
- Tobie Nathan et Jean-Luc Swertvaegher, Sortir d'une secte. Les Empêcheurs de penser en rond, 2003.
- Arnaud Palisson, Grande enquête sur la Scientologie, une secte hors la loi. Favre, 2003.